# Pont de la Trinité
Le pont de la Trinité (en russe : Троицкий Мост,  Troïtsky Most) est un pont à structure métallique qui enjambe la Neva au centre de Saint-Pétersbourg.

## Historique
Le pont de la Trinité fut construit en 1897 par une entreprise française, la Société de construction des Batignolles. Paul Bodin est le concepteur de l'ouvrage, d'autres ingénieurs impliqués étant Arthur Flachet, Wilbrod Chabrol et l'architecte René Patouillard-Demoriane pour la décoration.
La première pierre fut posée le 24 août 1897 en présence du président de la République française Félix Faure, de l'empereur Nicolas II et de Jules Goüin (président des Batignolles) dans le cadre de festivités marquant l'Alliance franco-russe. Il fut inauguré en 1903, juste à temps pour le bicentenaire de la capitale de l'Empire russe.
Il répond à la construction du pont Alexandre-III à Paris dont la première pierre fut posée par Nicolas II et qui fut inauguré en 1900 pour l'Exposition universelle de Paris.
Il mesure 582 m de long et 23,6 m de large.
Il a la particularité d'être un pont-levant, ayant une travée de 80 m mobile à deux volées, pour le passage des navires. Il a cinq travées fixes en arcs, appuyées sur des culées et des piles de maçonnerie.
Il relie la place Souvorov et la perspective Kammennoostrovsky (anciennement perspective Kirov). 
Après la Révolution russe, il fut baptisé « pont de l'Égalité », et après 1934 « pont Kirov ». Il a retrouvé son nom d'origine en 1991. Il est célèbre pour ses réverbères Modern Style.

Inauguration du pont Troïtsky par Nicolas II et la tsarine, le 19 mai 1903, en présence de Jules Goüin.
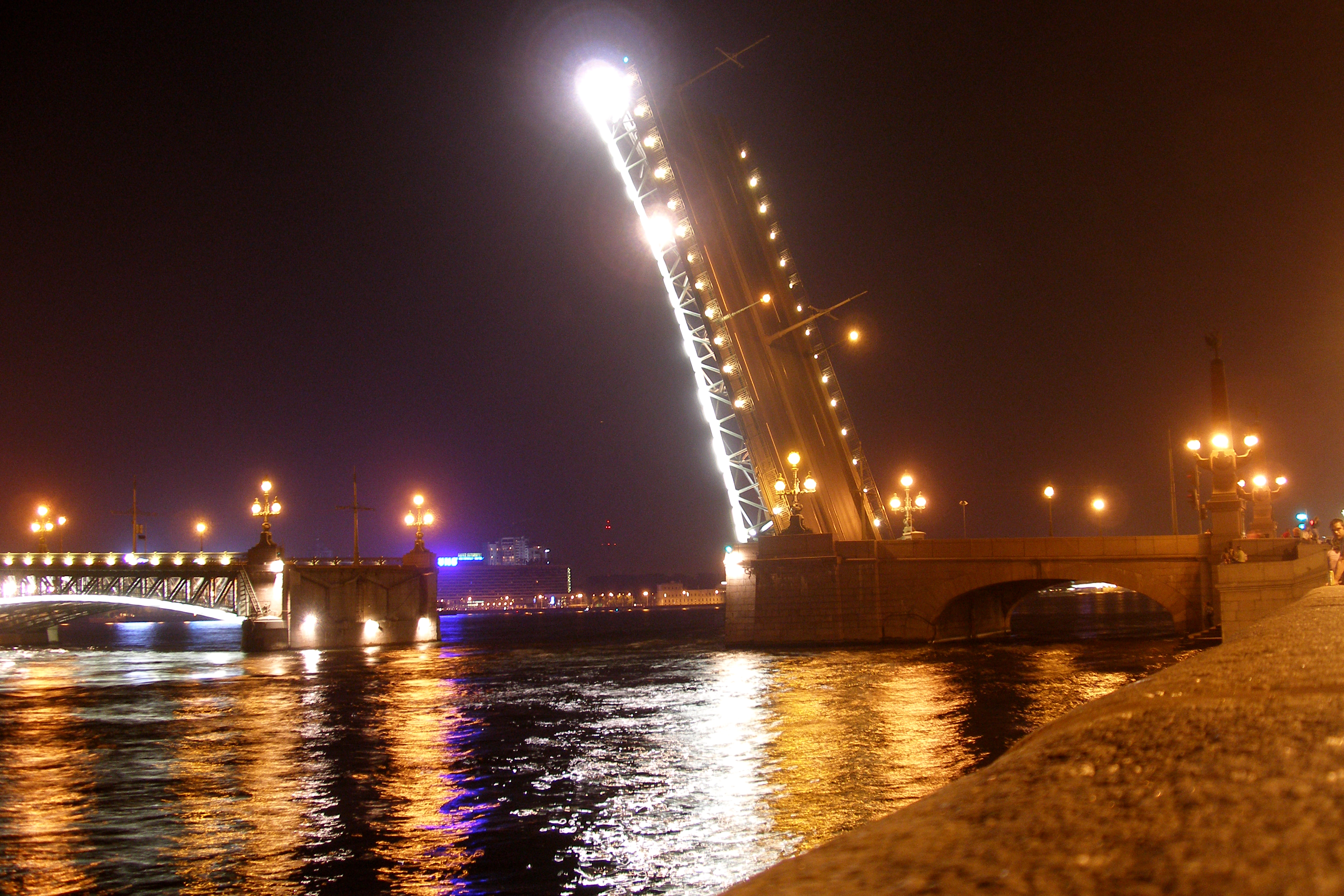
Vue du pont de nuit.
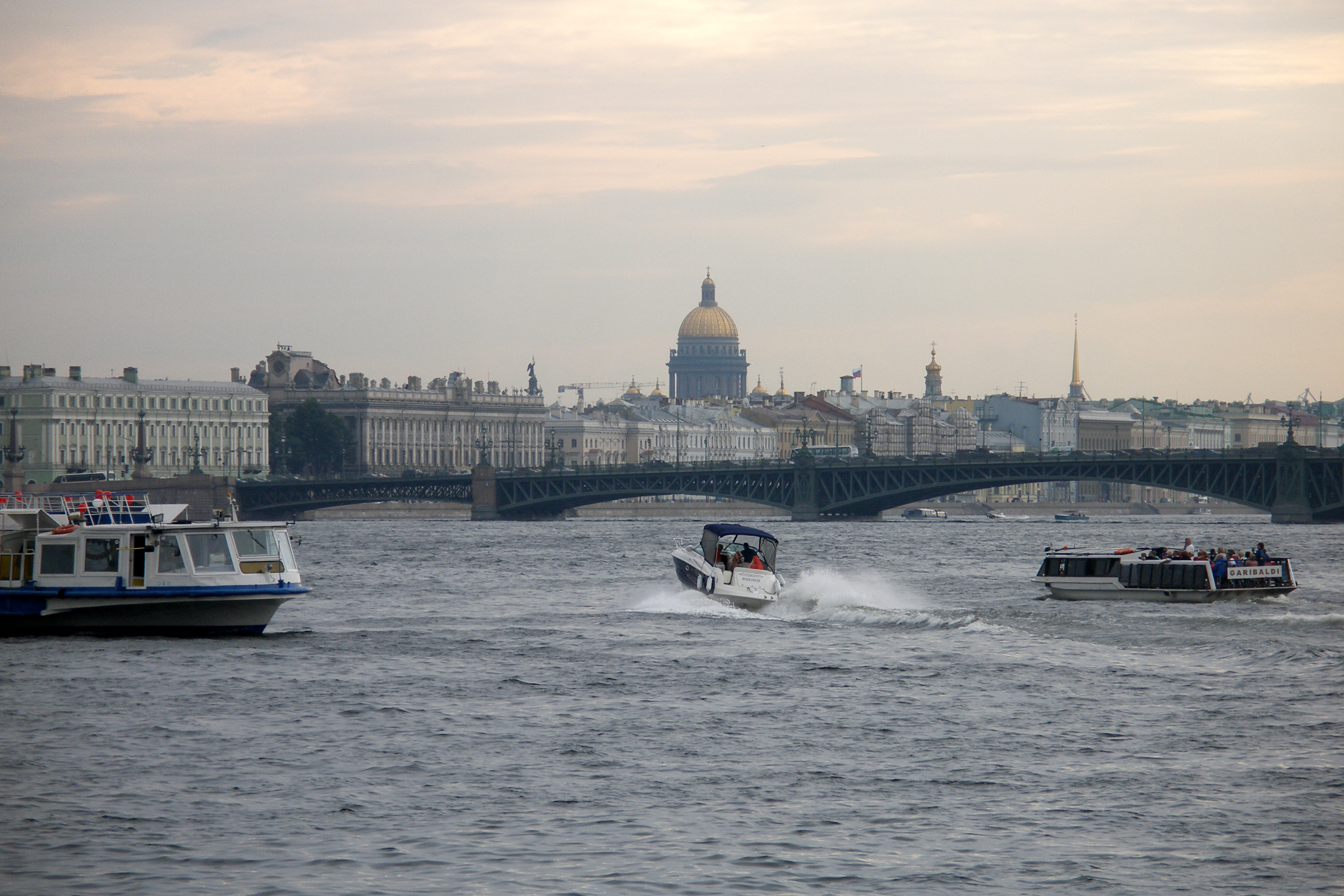
Vue du pont.
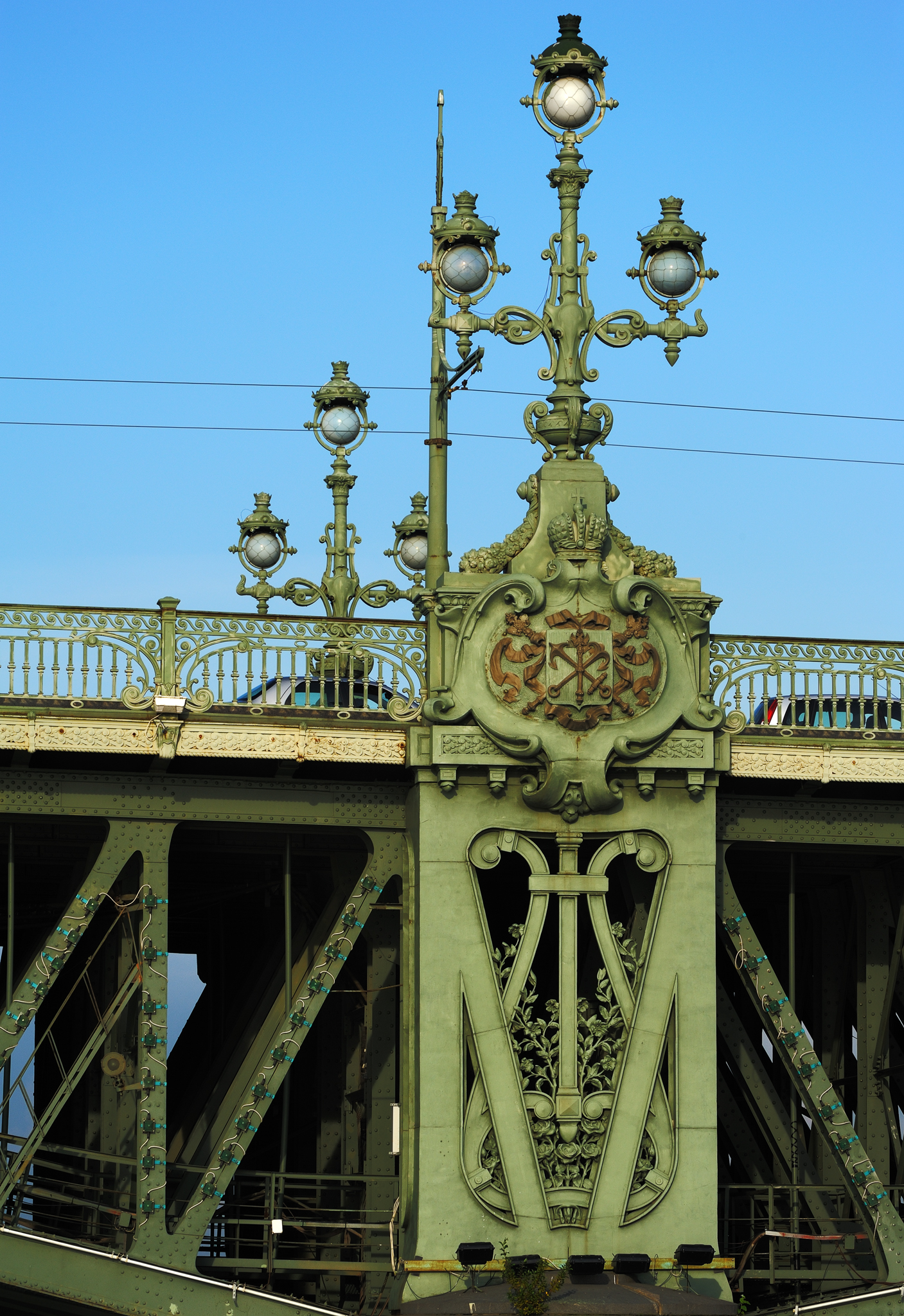
Détail du pont.
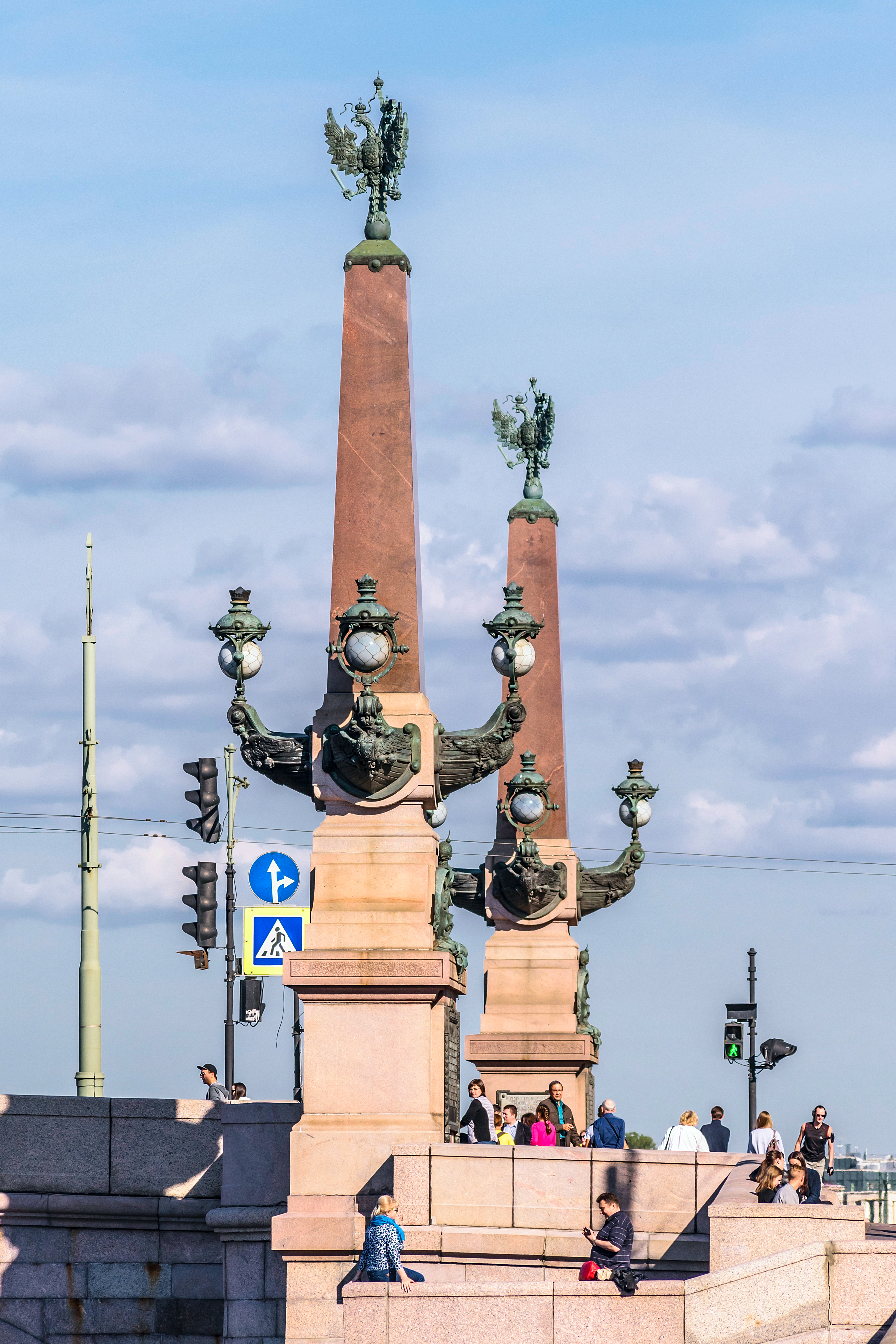
Colonnes rostrales du pont.